# Kay H. Nebel

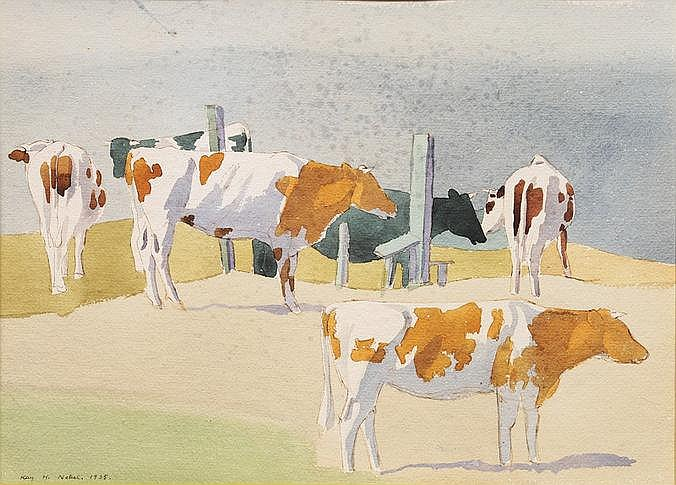
Kühe; Wasserfarben

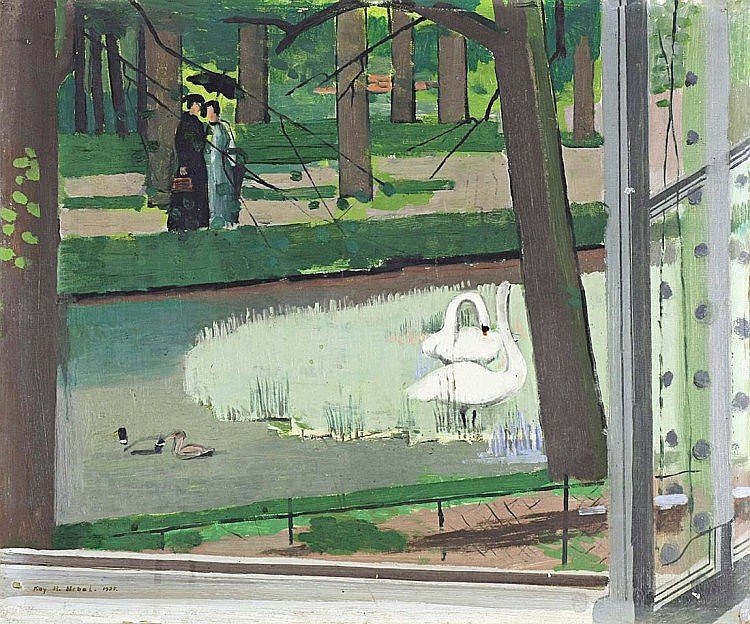
Kasseler Aue (1935); Öl auf Hartfaserplatte

Kay Heinrich Nebel (* 1. April 1888 in Loitmarkhof, bei Kappeln; † 17. Januar 1953 in Kassel) war ein deutscher Maler der Neuen Sachlichkeit.

## Leben
Nebel wurde als erstes von zehn Kindern eines Schuhmachers geboren. Seine Jugend verbrachte er in Kappeln, wohin die Familie gezogen war. Von 1895 bis 1903 besuchte er die Volksschule und musste daneben durch Gelegenheitsarbeiten zur Ernährung der Familie beitragen. Nach einer Lehre als Kunst- und Dekorationsmaler in Hamburg, die er mit Auszeichnungen abschloss, studierte Nebel an der Schule des Kunstgewerbemuseums in Berlin. Dort wurde er vor allem von seinem Lehrer Max Friedrich Koch gefördert, der ihn auch an Wandmalereien beteiligte und ihm Aufträge verschafft. Studienreisen führten ihn in den Jahren 1911/12 nach Paris und Italien. 1913 begleitete er eine Expedition von Hans Schomburgk nach Liberia, Westafrika, Togo und den Sudan.
Nach dem Kriegsdienst an der Front im Ersten Weltkrieg von 1914 bis 1918, erhielt er einen Ruf als Lehrer für Figürliches Zeichnen an die Werkkunstschule nach Darmstadt. Als Mitglied der „Darmstädter Sezession“ stellte Nebel in deren Ausstellungen mit aus. 1926 malte er – im Auftrag des Preußischen Kultusministeriums – den Sitzungssaal des Schleswiger Kreistags umlaufend mit heimischen Motiven, dem Land und den Leuten an der Schlei, monumental aus. 
In der Zeit des Nationalsozialismus war Nebel Mitglied der Reichskammer der bildenden Künste. Für diese Zeit ist seine Teilnahme an zehn großen Ausstellungen sicher belegt, darunter 1936 in Essen die der NS-Ideologie nahestehende Ausstellung Westfront 1936. Freie Kunst im neuen Staate. 1937 hatte er eine Einzelausstellung mit Ernst Schumacher-Saalig im Kunstverein Hamburg. Am 28. Juni 1937 beantragte er die Aufnahme in die NSDAP und wurde rückwirkend zum 1. Mai desselben Jahres aufgenommen (Mitgliedsnummer 4.708.163).
Von 1921 bis 1953 lehrte Nebel an der staatlichen Kunstakademie in Kassel, deren Leitung er 1948 übernahm. Zu seinen bekannteren Schülern gehörten dort Hans Werdehausen und Leo Grewenig.

## Werk
Mit seinen Arbeiten gehörte Nebel zu den wichtigsten Vertretern der Neuen Sachlichkeit. Seine Beteiligung an der titelgebenden Ausstellung 1925 in Mannheim brachte ihm große Anerkennung ein. Neben Malerei, Zeichnung und Druckgrafik entstanden auch Auftragsarbeiten für Wandmalereien.
Zu seinen Werken gehört auch ein Triptychon mit dem Titel Tropen, das 1922 in der Kasseler Kunstausstellung in der Orangerie zu sehen war. Ein weiteres Triptychon mit dem Titel Afrika wurde in der ersten Ausstellung der Darmstädter Sezession gezeigt. Das Gemälde Mütterlichkeit war 1920 in einer Ausstellung in Darmstadt zu sehen.